# Jolein Laarman
 Jolein Laarman (1959) is een Nederlandse scenarist, filmproductieontwerper, artdirector en filmproducent.

## Filmografie
Onder meer

### Scenarist
- 1997: Broos van Mijke de Jong, regie
- 2002: Ik ben Willem (tv-serie) van Mijke de Jong
- 2006: Taxi van Palemu/Feest (een aflevering van een tv-serie) van Nicole van Kilsdonk
- 2007: Tussenstand van Mijke de Jong[2]
- 2008: Het zusje van Katia (Katjas sister) van Mijke de Jong
- 2011: Onder ons (Among Us) van Marco van Geffen[3]
- 2012: Kauwboy (Little Bird) van Boudewijn Koole[4]
- 2014: Bloedhond, korte film van Mees Peijnenburg[5]
- 2014: In jouw naam van Marco van Geffen en Jean-Claude van Rijckeghem[6]
- 2014: Brozer (Frailer) van Mijke de Jong
- 2015: Het mooiste wat er is (The Most Beautiful Thing in the world) van Danyael Sugawara
- 2016: Eng van Iris Otten
- 2017: Verdwijnen (Sonate pour Roos) van Boudewijn Koole[7]
- 2018: Voor het donker, korte film van Marit Weerheijm
- 2018: Yulia & Juliet, korte film van Zara Dwinger[8]
- 2018: Chuskit van Priya Ramasubban. Script mentor[9]

### Artdirector
- 1993: Hartverscheurend van Mijke de Jong (regie)
- 1996: Lieve Aisja (tv-film) van Mijke de Jong
- 1998: Kussen (tv-film) van Nicole van Kilsdonk
- 1999: Man, vrouw, hondje (tv-film) van Nicole van Kilsdonk
- 2001: Uitgesloten (tv-film) van Mijke de Jong
- 2002: Polonaise (tv-film) van Nicole van Kilsdonk
- 2009: Ik ben Willem/Willem gaat in een band (een aflevering van een tv-serie) van Mijke de Jong

### Productieontwerper
Voor films van Mijke de Jong, regie:
- 1997: Broos
- 2008: Het zusje van Katja
- 2004: Bluebird
- 2010: Joy